# Liste der Bodendenkmale in Weißenfels
In der Liste der Bodendenkmale in Weißenfels sind alle Bodendenkmale der Stadt Weißenfels und ihrer Ortsteile aufgelistet. Grundlage ist die Veröffentlichung der Landesdenkmalliste mit Stand vom 25. Februar 2016. Die Baudenkmale sind in der Liste der Kulturdenkmale in Weißenfels aufgeführt.
| Denkmal-ID | Fundart             | Ortsteil   | Bezeichnung                    | Zeitstellung | Lage                                                                        | Bemerkungen | Bild |
| ---------- | ------------------- | ---------- | ------------------------------ | ------------ | --------------------------------------------------------------------------- | --- | ---- |
| 428300047  | Grabmal > Grabhügel | Weißenfels | Grabhügel „Zorbauer Hügel“     | Neolithikum  | 1,5 km südöstlich der Stadt (Lage)                                          | große Sandsteinblöcke liegen oberflächlich sichtbar im zentralen Bereich                                        |      |
| 428300698  | Grabmal > Grabhügel | Weißenfels | Grabhügel                      | undatiert    | 1700 m westlich Lösau, vor dem Grundstück 5 und 6, „Am Tschirnhügel“ (Lage) | |      |
| 428300048  | Grabmal > Grabhügel | Weißenfels | Grabhügel „Schöne Aussicht“    | Neolithikum  | direkt an B 87, Gasthof ‚Schöne Aussicht‘ (Lage)                            | vermutlich Formveränderung im Zuge der Sanierung des Gasthofes                                                  |      |
| 428300037  | Befestigung > Burg  | Leißling   | Spornburg „Hainburg“           | Mittelalter  | Höhenlage südwestlich vom Ort (Lage)                                        | mehrere tiefe Erosionsrinnen trennen Bergsporn ab, diese sind vermutlich z. T. als Hohlwege gesenkt wurden      |      |
| 428300038  | Grabmal > Grabhügel | Lobitzsch  | Grabhügel „Werbehügel“         | Neolithikum  | am Nordwestrand Ortsrand vom Ortsteil Lobitzsch (Lage)                      | |      |
| 428300042  | Befestigung > Burg  | Markwerben | Spornburg „Gotthartsberg“      | Mittelalter  | nördlich vom Ort (Lage)                                                     | Kleingartenanlage                                                                                               |      |
| 428300665  | besonderer Stein    | Markwerben | Bauernstein oder Gerichtsstein | undatiert    | nördlich vom Ort, am Aussichtsturm (Lage)                                   | Der Stein liegt umgekippt – er soll eine Inschrift tragen, die an den Erbauer des Turmes C. F. Berger erinnert. |      |
| 428300663  | Grabmal > Grabhügel | Markwerben | Grabhügel oder Motte           | Neolithikum  | nördlich vom Ort, am Aussichtsturm (Lage)                                   | möglicherweise eher Motte als Grabhügel                                                                         |      |
| 428300664  | Befestigung > Wall  | Markwerben | Landwehr                       | undatiert    | nördlich vom Ort, am Aussichtsturm (Lage)                                   | |      |
| 428300043  | Grabmal > Grabhügel | Pettstädt  | Grabhügel am „Luftschiff“      | Neolithikum  | 0,3 km südöstlich vom Ort (Lage)                                            | ca. 8–10 m Durchmesser, leicht ovale Form                                                                       |      |
| 428300693  | Befestigung > Burg  | Storkau    | Rittergut, Wasserburg          | Mittelalter  | im Ort (Lage)                                                               | als Wasserburg nicht mehr erkennbar, komplett überbaut und strukturell verändert                                |      |
| 428300696  | Befestigung > Burg  | Uichteritz | Burgwall                       | Neolithikum  | Gröbitzberg (Lage)                                                          | Bergsporn mit Abschnittswall                                                                                    |      |